# Pecol (Val di Zoldo)
Pecol (Pécol in ladino zoldano IPA: /'pekol/) è una frazione del comune di Val di Zoldo, provincia di Belluno.
È il principale centro turistico della Val di Zoldo, soprattutto invernale, con il comprensorio SkiCivetta che offre 75 km di piste.

## Geografia fisica
È l'ultimo abitato della vallata prima del passo Staulanza. Si adagia su un pianoro alla sinistra del torrente Maè, presso una località notevole dal punto di vista paesaggistico: si trova alle pendici orientali del Civetta, mentre subito a nordest si innalza il Pelmo.
Pecol è attraversata dalla ex strada statale 251 della Val di Zoldo e Val Cellina.

## Storia
Sino all'istituzione degli odierni comuni a inizio Ottocento, anche Pecol ebbe una propria regola.
Nella seconda metà del XIX secolo, il paese fu un importante punto di appoggio per i pionieri delle arrampicate sulle Dolomiti, come ad esempio Francis Fox Tuckett. Particolare importanza ebbe in questo periodo l'"osteria del Piovanel", come era soprannominato il proprietario Antonio De Silvestro. Il figlio Simeone, cacciatore di camosci, è considerato il primo ad aver raggiunto la cima del Civetta, precedendo la più celebrata ascesa del Tuckett (14 agosto 1867).

## Monumenti e luoghi d'interesse
Pecol fu totalmente distrutta da un incendio divampato nella notte tra il 27 e il 28 settembre 1961 e quindi conserva pochi monumenti di pregio. Resiste ancora qualche tabià (tipica costruzione rurale della zona) nella zona attorno alla chiesa, detta non a caso "Pecol Vecchio".

### Chiesa di San Carlo
Il principale luogo di culto del paese è la chiesa intitolata a San Carlo Borromeo, dipendente dalla parrocchia di Mareson. La diffusione del culto di San Carlo nella diocesi di Belluno si deve al vescovo Luigi Lollino (1596-1625), che lo conobbe personalmente. Si sa che l'edificio fu iniziato nel 1615, risultando terminato nel 1626. A partire dalla metà del Seicento si ha notizia del "campanilino", del piccolo cimitero e della sagrestia. Nel 1696 fu invece consacrato un vero e proprio campanile.
Nel 1732 venne portata a termine la cappellina intitolata alla Madonna del Parto, particolarmente cara alla popolazione: ancora nel 1829 i fedeli ottenevano dalla diocesi di celebrare una messa in onore della Vergine la prima domenica di agosto. Durante la grande guerra vennero requisite le campane, ma nel 1921 furono prontamente sostituite. La chiesa andò totalmente distrutta nell'incendio del 1961. Venne ricostruita tra il 1972 e il 1976 e consacrata il 21 agosto 1976. Delle scarse opere sopravvissute al fuoco, spicca fra tutte l'altare ligneo di Jacopo Costantini.

### Piste Sciistiche SkiCivetta e Dolomiti Superski
Pecol è una delle località da cui parte il comprensorio sciistico SkiCivetta, che collega la Val di Zoldo con Alleghe, Palafavera e la Val Fiorentina per un totale di 25 impianti e oltre 80 km di piste. Il comprensorio offre in Val Zoldana 5 km di piste illuminate per lo sci notturno.